# Bolesław Nowicki
Bolesław Nowicki (ur. 4 listopada 1910 w Łodzi, zm. 9 września 1997 w Warszawie) – polski działacz partyjny i państwowy, technik budownictwa, dyplomata, w latach 1946–1949 prezydent Gdańska.

## Życiorys
Najmłodszy z synów Wojciecha i Agnieszki z domu Szperling, miał jedenaścioro braci i siostrę. Ukończył szkołę powszechną i Wieczorową Szkołę Budowlaną w Związku Młodzieży Chrześcijańskiej „Polska YMCA”, maturę zdał eksternistycznie w Prywatnym Gimnazjum Koedukacyjnym Wieczorowym dla Dorosłych Polskiej Organizacji Wolności w Łodzi. Pracował w miejskiej inspekcji budowlanej, w 1931 odbył służbę wojskową w Nowym Dworze Mazowieckim. Pracował jako projektant w biurze architektonicznym, następnie przez cztery lata prowadził prywatną praktykę jako technik budowlany. W latach 1925–1930 był przewodniczył kołu Organizacji Młodzieży Towarzystwa Uniwersytetu Robotniczego. W okresie okupacji pracował w Widzewskiej Manufakturze, która dostała się pod kontrolę Niemców. Po zakończeniu wojny pozostał w tym zakładzie kierownikiem techniczno-budowlanym (nosił on wówczas nazwy Łódzka Fabryka Nici i od 1946 Państwowe Zakłady Przemysłu Bawełnianego).
Od stycznia 1945 należał do Polskiej Partii Robotniczej, potem do Polskiej Zjednoczonej Partii Robotniczej. W latach 1945–1946 ławnik i kierownik Wydziału Technicznego w Zarządzie Miasta Łodzi, okresowo zastępował nieobecnego prezydenta Kazimierza Mijala. W 1946 przybył do Gdańska, dla którego Łódź była miastem patronackim, od 28 maja 1946 do 6 października 1949 zajmował stanowisko prezydenta miasta. W 1950 zatrudniony w Centralnym Zarządzie Budownictwa Przemysłowego, następnie od 1952 do 1956 był dyrektorem Biur Projektowych w Łodzi i od 1956 radcą ds. budowlanych w Urzędzie Rady Ministrów. Pomiędzy 1957 a 1961 kierownik administracyjny poselstwa PRL w Tel-Awiwie, następnie do przejścia na rentę w 1968 wicedyrektor Polskiego Monopolu Loteryjnego.
W 1931 poślubił Eugenię z domu Misiak, mieli razem córkę Ewę Natalię i syna Wojciecha. Pochowany na Cmentarzu Powązkowskim w Warszawie.

## Odznaczenia
Odznaczony Krzyż Kawalerski Orderu Odrodzenia Polski i Złotym Krzyżem Zasługi, a także Medalem z okazji 25. rocznicy wyzwolenia Gdańska (1970).